# 李燕端
李燕端（1955年1月23日—），女，北京人，中华人民共和国外交官，曾任中华人民共和国驻萨摩亚独立国特命全权大使。

## 生平
李燕端毕业于北京外国语学院、外交学院和哥伦比亚大学法学院。1975年，进入中华人民共和国外交部工作，先后在外交部翻译室、外交部条约法律司、常驻联合国代表团任职，后任外交部条约法律司参赞。2001年，任外交部驻香港特别行政区特派员公署参赞。2005年，任外交部办公厅参赞。2006年，任驻悉尼总领事馆副总领事。2010年，回任外交部条约法律司参赞。2011年，任外交部气候变化谈判特别代表。2013年1月，出任中华人民共和国驻萨摩亚大使。2015年8月，自驻萨摩亚大使离任。

## 家庭
已婚，有一子。